# Косовары
Ко́совские алба́нцы (алб. Shqiptarët në Kosovë; косовары, алб. Kosovar) — крупнейшая по численности этническая группа в Косове.
По данным югославской переписи 1991 года, которую албанцы бойкотировали, в Косове проживало 1 596 072 этнических албанца (81,6 % населения). По оценке в 2000 году — между 1 584 000 и 1 733 600 (88 % населения). На сегодняшний день их численность составляет 92,93 %.
Косовские албанцы являются этническими албанцами с родословной или происхождением в регионе, независимо от того, живут ли они в Косове. Большая диаспора косовских албанцев сформировалась после Косовской войны, в основном в Германии и Швейцарии. По оценкам, 500 000 косовских албанцев живут в Швейцарии или Германии (около 300 000 в Германии и 200 000 в Швейцарии), что составляет примерно одну пятую от общего числа косовских албанцев.
- Этнические группы Косова в 2005 году по данным ОБСЕ

## История
Албанское присутствие в Косове упоминается во времена Средневековья. Этническая идентичность в албанском населении и других этнических группах не существовала в Косове во время османского господства. Вместо этого идентичности были основаны на социально-профессиональной, социально-экономической или региональной идентичности, иногда отношения между мусульманскими и христианскими албанцами были напряжёнными.
- Этнический костюм и танец косовских албанцев